# Oldsmobile 70
Der Oldsmobile 70 (auch: Oldsmobile Serie G) war ein PKW der oberen Mittelklasse, der von 1939 bis 1950 von Oldsmobile, einer Marke von General Motors, gebaut wurde. Bis 1948 stellte der 70 das mittlere Modell der Oldsmobile-Palette dar, in den letzten beiden Jahren wurde die Serie nach Wegfall der Achtzylindermotoren und der kleinen Modellreihe 60 in Oldsmobile 76 umbenannt und war das Einstiegsmodell.
Im Jahre 1941 wurden die Sechszylindermodelle als Oldsmobile 76 und die Achtzylindermodelle als Oldsmobile 78 bezeichnet.

## Von Jahr zu Jahr

### 1939–1948
Im Modelljahr 1939 bot Oldsmobile ein Fahrzeug an, das zwischen dem bisherigen kleinen Modell der F-Serie und dem bisherigen großen Modell der L-Serie lag. Im Grunde war die G-Serie das Chassis der L-Serie mit den Motoren der F-Serie. Neben der 2- oder 4-türigen Limousine und dem 2-türigen Coupé gab es noch ein Cabriolet. Die klassischen Karosserien trugen geschwungene Kotflügel vorne und hinten und separat auf den Kotflügeln aufgesetzte Scheinwerfer, unter denen sich kleine Seitengrills befanden. Der seitengesteuerte Reihensechszylindermotor des 70 hatte einen Hubraum von 3769 cm³ und leistete 95 bhp (70 kW) bei 3400 min−1. 1940 ließ man den Namen G-Serie fallen und nannte die Wagen Dynamic 70. Die geringfügig längeren Karosserien waren etwas runder als im Vorjahr.
1941 ergab der um 127 mm (5″) verlängerte Radstand die Möglichkeit, neben dem Sechszylinder auch den Reihenachtzylindermotor des Modells 90 mit 4211 cm³ Hubraum und 110 bhp (81 kW) Leistung bei 3400 min−1 einzubauen. Das Sechszylinderaggregat besaß nun 3900 cm³ Hubraum und leistete 100 bhp (74 kW). Dementsprechend hießen die neuen Modelle 76, bzw. 78. Von beiden Modellen gab es Limousinen mit 2 oder 4 Türen und ein 2-türiges Coupé. Das Cabriolet war genauso entfallen, wie die Seitengrills unter den Scheinwerfern. Im kurzen Modelljahr 1942 (bis 5. Februar, kriegsbedingt) gab es nur einen neuen Kühlergrill mit breiter, waagerechter Chromspange und der bekannte Name Dynamic 70 kam zurück. Nur noch 2- und 4-türige Limousinen wurden angeboten.
Ab 15. Oktober 1945 erschien das neue Modell 1946 wiederum als Dynamic 70 mit den bekannten Sechs- und Achtzylindermotoren. Wie bei allen neu aufgelegten Oldsmobile entsprachen auch die Karosserien denen vor dem Zweiten Weltkrieg. Der neue Kühlergrill bestand aus vier an den äußeren Enden nach unten gezogenen Chromstäben. Die Stoßfänger waren um die Fahrzeugecken herumgezogen bis zu den Radausschnitten, die Scheinwerfer in die vorderen Kotflügel integriert. 1947 und 1948 gab es wenig Veränderungen.

### 1949–1950
1949 erhielt das Modell 76 die neue Pontonkarosserie, die im Vorjahr schon beim Modell 98 eingeführt worden war. Der auf 3785 cm³ Hubraum verkleinerte, immer noch seitengesteuerte Sechszylindermotor leistete nun 105 bhp (77 kW) bei 3400 min−1. Von der neuen Pontonkarosserie gab es sechs verschiedene Ausführungen: eine Fließheck-Limousine mit 2 oder 4 Türen, eine Stufenheck-Limousine mit 4 Türen, ein 2-türiges Coupé, ein 2-türiges Cabriolet und schließlich einen 5-türigen Kombi.
1950 kam als sechstes Modell ein 2-türiges Hardtop-Coupé dazu. Ansonsten gab es wenig Änderungen. Im Folgejahr war neben dem 76 auch der Sechszylinder-Reihenmotor endgültig aus dem Oldsmobile-Programm verschwunden. Die Stelle des 76 als Einstiegsmodell füllte in den folgenden Jahren der 88.